# Class
Class este o formație dance din România, înființată în 1995, fiind primul grup muzical dance românesc.

## Biografie

### Începuturile
Mihaela Cernea și Mihaela „Miky” Florea erau colege la Liceul de Muzică „Dinu Lipatti” în clasa a VII-a, când au descoperit că ambele au ca pasiune comună dorința de a cânta. Fratele Mihaelei, Vlad Cernea, și colegul lui, Florin Cojocaru, au devenit interesați de proiect. Mihaela, Miky și Florin au urmat Conservatorul, iar Vlad și-a urmat pasiunea față de calculator, făcând Facultatea de Informatică. Acest fapt nu i-a despărțit, iar în urma unei piese lansate la un bal al bobocilor, cei patru au fost selectați pentru a participa în emisiunea difuzată de postul de televiziune TVR1, Școala vedetelor, alături de alți tineri aspiranți de atunci, precum Călin Goia, Adrian Despot, Lili Sandu și Diana Munteanu. Au urmat apariții lunare timp de un an, după care au pornit pe cont propriu. Formația și-a ales numele dintr-o listă de nume ce sunau bine, atât în limba română cât și în limba engleză, considerând că „class” ar putea reprezenta o muzică dance cu clasă, studiată.

### Începutul succesului și Roton (1996 - 1999)
Primul lor succes a fost cântecul „Răspuns”, piesa fiind clasată printre primele 10 piese la Selecția Națională pentru Eurovision din 1996, adunând 156 de puncte. În același an, formația lansează la Festivalul Internațional Cerbul de Aur (Sibiu) cântecul „Adu-i, doina”, o piesă etno-dance, singura de acest gen a grupului, aceasta devenind un hit, fiind prima piesă românească care să fie difuzată intensiv la radiourile românești. La sfârșitul anului, formația lansează primul lor album de studio, intitulat Răspuns, pe care a fost inclus și piesa de debut, „Adu-i, doina”, alături de alte zece piese. Acesta a fost primul album dance lansat vreodată în România. În perioada 1997 - 1999, Class susțin concerte în toată țara pentru a promova albumul, în același timp lucrând la noi piese și la îmbunătățirea prestației scenice, precum și a imaginii.
Pe 22 iulie 1999, formația lansează albumul Aproape de tine sub egida Roton pe casetă audio și compact disc, la trei ani după primul material discografic. De pe album au fost promovate piesele „Dansează în noapte”, „Încă o dată” și piesa ce dă nume albumului, aceasta fiind unul din primele piese care a beneficiat de un videoclip profesionist realizat în România.

### Anii MediaPro, trecerea la Cat Music și schimbări de componență (2000 - 2006)
Începând cu anul 2000, formația se mută la casa de discuri MediaPro Music, lansând albumul Color în 2000. De pe album au fost extrase pe single „Toată lumea” și „Mama spunea”. Albumul este urmat la scut timp de un altul, intitulat Hipnotizat. Conform Mihaelei Cernea, albumul a fost denumit astfel deoarece „fiecare melodie aduce ceva nou, o altă stare pe care vrem să o exprimăm, o altă senzație atunci când o asculți”. Piesa „Te visez mereu” devine foarte apreciată, fiind difuzată intensiv la radio și televizor,  fiind promovată deoarece membrii formației au considerat că „este o melodie de suflet, pe care o asculți gândindu-te la cineva drag”.
În anul 2001 însă, Mihaela Florea părăsește grupul, căsătorindu-se și plecând în Germania pentru a urma o carieră solo. Formația s-a reîntregit în luna februarie a anului următor, cooptând-o pe Anca Badiu ca vocalistă. În același an, grupul a lansat primul album în noua formulă, Într-o zi,  de această dată cu mai multe influențe pop, atrăgând un număr mai mare de fani. De pe album au fost promovate piesele „Luna mi-a zâmbit” și „Într-o zi”, ambele de mare succes, prima staționând timp de șapte săptămâni, în lunile mai și iunie, pe locul 1 în Romanian Top 100. Participă la preselecțiile pentru Eurovision 2002 cu piesa „Povestea unei mingi”. Albumul Pentru dragoste (2004) se bucură de asemenea de succes, producând hituri precum „Tu ai plecat” și „Pentru dragoste”. În 2004, Class au avut prima apariție în cadrul Festivalului Callatis de la Mangalia, unde au interpretat printre altele, în exclusivitate, piesa „Singura iubire”. Acesta a devenit ultimul single de pe album și a avut parte de un videoclip special, decorul fiind asemănător unei nave spațiale. Filmările au avut loc în luna septembrie, fiind regizat de Dragoș Buliga, iar debutul videoclipului a avut loc pe 4 octombrie în timpul emisiunii 7 - 12 Dimineața de pe Național TV.
La doar un an de la ultimul material discografic, Class lansează la sfârșitul anului 2005 un nou disc, intitulat Evo. Conform membrilor grupului muzical, titlul vine de la EVOluție, reprezentând evoluția lor muzicală. Lansarea acestuia a avut loc pe 5 decembrie în Carrefour Orhideea, unde membrii formației au oferit autografe. Sesiunea de autografe a întrecut însă așteptările organizatorilor, numarul de materiale promoționale și exemplare ale noului album alocat inițial pentru autografe dovedindu-se neîndestulător, spre nemulțumirea fanilor. Pentru a promova albumul, formația a organizat un concurs intitulat „Class îți face brăduțul de Crăciun”, fanii fiind solicitați să trimită titlul piesei preferate de pe album. 
În anul următor, Anca Badiu și-a anunțat proiectul solo și plecarea din formație. Potrivit declarației postate pe site-ul oficial al grupului, cei patru au ajuns la un consens în legătură cu despărțirea, Mihai, Vlad și Mihaela continuând să rămână în formație.

### Infinit(2007 - 2011)
Pe durata verii, Class a susținut un turneu în țară alături de formația Voltaj, susținând 45 de concerte în diferite orașe de pe parcursul României,  inclusiv o apariție pe 15 iulie în timpul Festivalului Callatis.
Primul album lansat după plecarea lui Badiu s-a intitulat Infinit. Coperta îi înfățișează pe cei trei membrii pe o plaja goală privind către orizont. Potrivit lui Oltin Dogaru, fotograful care s-a ocupat de sesiunea foto, a declarat că aceasta sublinează schimbarea de imagine pe care Mihaela a abordat-o pentru noul material discografic. Primul single promovat de pe album s-a numit „Ocean în deșert” și s-a bucurat de popularitate mare la radio și tv. Piesa a reprezentat o întoarcere la muzica de început a formației, deoarece membrii ei considerau că au devenit prea pop. Videoclipul a fost regizat de Iulian Moga, fiind realizat cu un buget de 11.000 de euro.
La începutul toamnei, Class au filmat un nou videoclip, pentru „Castel de nisip”, cel de-al doilea extras pe single de pe albumul Infinit. Pentru acesta, grupul a colaborat cu Iulian Moga, filmările având loc în Constanța pe plaja Corbu într-o singură zi; aceeași locație fusese folosită în primăvară pentru derularea ședinței foto pentru coperta albumului. Videoclipul a fost construit în jurul ideii de dragoste, în scenariu fiind vorba despre trei femei total diferite, care au însă în comun un lucru: toate trei sunt îndrăgostite. Mihaela are în videoclip trei alter-ego, filmările derulându-se astfel destul de dificil.
La începutul lunii ianuarie s-a aflat că solista este însărcinată din nou, ceea ce a dus la luarea deciziei de a lua o pauză muzicală. Formația a reînceput să susțină concerte în 2009, cu toate că nu existau planuri pentru un nou album.
În mai 2010, pe diverse compilații, strict digital, a fost lansat single-ul nou "Legal".
În 9 iunie 2011, trupa s-a întors în formula Mihaela-Florin-Vlad, pregătiți pentru o revenire în forță.
Single-ul de revenire Class, Painter Of My Soul, vine după aproape trei ani de pauză fără nicio apariție TV.
"Painter Of My Soul" a avut premiera pe PRO TV, la Happy Hour, și este deja în rotație pe radio.

## Premii
- 1996 - Premiul de popularitate a presei, Festivalul de la Mamaia
- 2001 - Cel mai bun album house (Hipnotizat), Premiile muzicale românești
- 2002 - Cel mai bun videoclip dance, MTV Romanian Awards
- 2002 - Best Romanian Act, Europe Music Awards (nominalizare)
- 2004 - Best pop, MTV Romanian Awards
- 2004 - Best song, MTV Romanian Awards (nominalizare)
- 2005 - Best pop, MTV Romanian Awards (nominalizare)
- 2006 - Best pop, MTV Romanian Awards (nominalizare)

## Discografie
| Albume de studio - Răspuns (1996) - Aproape de tine (1999) - Color (2000) - Hipnotizat (2001) - Într-o zi (2002) - Pentru dragoste (2004) - Evo (2005) - Infinit (2007) | Single-uri - „A dui doina” (1996) - „Aproape de tine” (1998) - „Dansează în noapte” (1999) - „Încă o dată” (1999) - "Spune-mi ce simți" (2000) - #13 în Romanian Top 100 - „Toată lumea” (2000) - #5 în Romanian Top 100 - „Mama spunea” (2000) - „Te visez mereu” (2001) - #1 în Romanian Top 100 - „Dar din dar” (2001) - #75 în Romanian Top 100 - „Într-o zi” (2002) - #2 în Romanian Top 100 - „Luna mi-a zâmbit” (2003) - #1 în Romanian Top 100 - „O mare de soare” (2003) - #28 în Romanian Top 100 - „Tu ai plecat” (2004) - „Pentru dragoste” (2004) - #1 în Romanian Top 100 - „Singura iubire” (2004) - #25 în Romanian Top 100 - „Na, na, na” (2005) - #12 în Romanian Top 100 - „Ce pot să fac” (2005) - „Ocean în deșert” (2007) - #7 în Romanian Top 100 - „Castel de nisip” (2007) - #20 în Romanian Top 100 - „Legal” (2010) - „Painter Of My Soul” (2011) - „Brigada" (2014) - „A dui doina" \| REMIX (2016) - 20 de ani |